# Koninginnenkruidvulkaantje
Het koninginnenkruidvulkaantje (Plenodomus agnitus) is een schimmel uit de familie Leptosphaeriaceae. Het groeit vooral in het voorjaar op oude stengels van kruidachtige planten.

## Verspreiding
In Nederland komt het koninginnenkruidvulkaantje vrij zeldzaam voor. Het is niet bedreigd en staat niet op de rode lijst. 